# Mistrzostwa Świata w Piłce Nożnej 2014 (eliminacje strefy CAF)/Grupa J

## Tabela
| Lp. | Drużyna | M | Mecze | Mecze | Mecze | Bramki | Bramki | Bramki | Pkt |
| Lp. | Drużyna | M | W     | R     | P     | +      | −      | +/−    | Pkt |
| --- | ------- | - | ----- | ----- | ----- | ------ | ------ | ------ | --- |
| 1.  | Senegal | 6 | 3     | 3     | 0     | 9      | 4      | +5     | 12  |
| 2.  | Uganda  | 6 | 2     | 2     | 2     | 5      | 6      | −1     | 8   |
| 3.  | Angola  | 6 | 1     | 4     | 1     | 8      | 6      | +2     | 7   |
| 4.  | Liberia | 6 | 1     | 1     | 4     | 4      | 10     | −6     | 4   |

## Mecze
Czas:CET
| 2 czerwca 2012 20:00 | Senegal · Baldé 32' · N’Doye 72' · Mané 83' | 3:1(1:1) | Liberia · 2' Doe | Stade Léopold-Sédar-Senghor, Dakar Widzów: 15,000 Sędzia: Doué Noumandiez |
|                      |                                             |          |                  |                                                                           |

| 3 czerwca 2012 17:00 | Angola · Djalma 7' | 1:1(1:0) | Uganda · 88' Okwi | Estádio 11 de Novembro, Luanda Widzów: 48,000 Sędzia: Gehad Grisha |
|                      |                    |          |                   |                                                                    |

| 9 czerwca 2012 15:00 | Uganda · Walusimbi 85' (k) | 1:1(0:1) | Senegal · 37' Cissé | Nelson Mandela National Stadium, Kampala Widzów: 30,000 Sędzia: Mohamed Benouza |
|                      |                            |          |                     |                                                                                 |

| 10 czerwca 2012 18:00 | Liberia | 0:0(0:0) | Angola | Antoinette Tubman Stadium, Monrovia Widzów: 15,000 Sędzia: Ali Lemghaifry |
|                       |         |          |        |                                                                           |

| 23 marca 2013 18:00 | Senegal · Sow 39' | 1:1(1:0) | Angola · 75' Amaro | Stade du 28 Septembre, Konakry (Gwinea) Widzów: 13,500 Sędzia: Néant Alioum |
|                     |                   |          |                    |                                                                             |

| 24 marca 2013 17:00 | Liberia · Wleh 36' · Laffor 50' | 2:0(1:0) | Uganda | Samuel Kanyon Doe Sports Complex, Paynesville Widzów: 25,000 Sędzia: Mohamed Farouk |
|                     |                                 |          |        |                                                                                     |

| 8 czerwca 2013 15:00 | Uganda · Mawejje 4' | 1:0(1:0) | Liberia | Nelson Mandela National Stadium, Kampala Widzów: 8,400 Sędzia: Adam Cordier |
|                      |                     |          |         |                                                                             |

| 8 czerwca 2013 17:00 | Angola · Afonso 51' | 1:1(0:1) | Senegal · 23' Cissé | Estádio 11 de Novembro, Luanda Widzów: 40,000 Sędzia: Bernard Camille |
|                      |                     |          |                     |                                                                       |

| 15 czerwca 2013 15:00 | Uganda · Okwi 83' · Mawejje 89' | 2:1(0:0) | Angola · 57' Job | Nelson Mandela National Stadium, Kampala Widzów: 40,000 Sędzia: Rédouane Jiyed |
|                       |                                 |          |                  |                                                                                |

| 16 czerwca 2013 18:00 | Liberia | 0:2(0:1) | Senegal · 19' (k), 54' Cissé | Antoinette Tubman Stadium, Monrovia Widzów: 35,000 Sędzia: Davies Omweno |
|                       |         |          |                              |                                                                          |

| 7 września 2013 17:00 | Angola | 3:0 wo. | Liberia | Estádio Nacional da Tundavala Lubango Widzów: 3,000 Sędzia: Slim Jedidi |
|                       |        |         |         |                                                                         |

- FIFA przyznała walkower na korzyść Angoli, gdyż w ekipie Liberii wystąpił nieuprawniony zawodnik Nathaniel Sherman. Początkowo mecz zakończył się wynikiem 4-1.

| 7 września 2013 22:00 | Senegal · Mané 84' | 1:0(0:0) | Uganda | Stade de Marrakech Marrakesz (Maroko) Widzów: 2,000 Sędzia: Daniel Bennett |
|                       |                    |          |        |                                                                            |